# ГЕС Карума
ГЕС Карума — гідроелектростанція, що в Уганді на ділянці Нілу між озерами Кьога та Альберт. Вище розташована ГЕС Ісімба, тоді як наступна станція нижче за течією нільського каскаду розташована за кілька тисяч кілометрів у Судані (ГЕС Мерове).
ГЕС відкрито 26 вересня 2024 року
В межах проекту річку перекрили бетонною гравітаційною греблею висотою 20 метрів та довжиною 312 метрів. Біля її підніжжя на лівому березі розташується споруджений у підземному виконанні машинний зал розмірами 215х21 метр та висотою 49 метрів. Крім того, в окремому підземному приміщенні розмірами 200х18 метрів та висотою 14,4 метра розмістять трансформаторне обладнання.
У машинному залі встановлено шість турбін типу Френсіс потужністю по 100 МВт, які працюють при напорі у 70 метрів. Вода на них подається через відповідну кількість галерей довжиною від 328 до 379 метрів та діаметром 7,7 метра. Відпрацьована вода відводиться так само по шести тунелям довжиною по 276 метрів та діаметром 7,7 метра до підземного балансуючого резервуару. Останній має три секції довжиною по 2000 метрів та діаметром 12 метрів, з'єднані поперечною секцією розмірами 200х20х29 метрів. Від балансуючого резервуару прямує два відвідні тунелі довжиною по 8,3 км та діаметром по 12,5 метрів. Заключною ділянкою цієї системи перед поверненням води у Ніл є відкритий канал довжиною 140 метрів та шириною 100 метрів.
Видача продукції відбується по ЛЕП, розрахованій на роботу під напругою 400 кВ.
Генеральним підрядником спорудження станції, вартість якої склала біля 2 млрд доларів США, виступила китайська компанія Sinohydro. Роботи почались у грудні 2013 року.